# 稲生永
稲生 永（いのう ひさし、1932年9月2日 - ）は、日本のフランス文学者。立教大学名誉教授。ジェラール・ド・ネルヴァルを専門としたが、古典音楽に趣味が深い。

## 来歴
大阪府吹田市生まれ。1957年東京大学文学部仏文科卒業。1962年から1964年までフランス政府給費留学生としてパリ大学に留学。1965年東京大学大学院博士課程中退。同年、同大学文学部助手、1966年明治学院大学専任講師、1969年同大学助教授。1970年立教大学文学部助教授、1975年同教授。1998年同大学定年退職、名誉教授。

## 著書
- 『フランスの歴史と文学 写真集』大修館書店 1979.9
- 『魔法の地理学 フランス文学紀行』白水社 1980.10
- 『ベートーヴェン音楽散歩 ヴィーン、ボン、プラハ』音楽之友社 1994.11
- 『シューベルト音楽散歩 さすらい人の足跡をもとめて』音楽之友社 1998.2

## 共編著
- 『パリとフランス』安藤玲子、近藤等共著 実業之日本社 1969 (ブルーガイド海外版)
- 『フランス・ビジネスガイド』増田一美共著 有斐閣 1985.6
- 『事典現代のフランス』新倉俊一、朝比奈誼、石井晴一、弥永康夫、鈴木康司、冨永明夫共編 新版 大修館書店 1993.8
- 『スタンダード時事仏和大辞典』彌永康夫共編 大修館書店 2009.3

## 翻訳
- 『オーレリア』ネルヴァル　世界の文学 中央公論社 1970
- 『火の娘たち』入沢康夫共訳・ほか ネルヴァル全集 2 筑摩書房 1975
- 『パンドラ』ほか ネルヴァル全集 3 筑摩書房 1976
- 『パリのメスマー 大革命と動物磁気催眠術』ロバート・ダーントン 平凡社 1987.4